# 大ウィーン帝国大管区

大ウィーン帝国大管区
Reichsgau Vienna (ドイツ語)

国の標語: Ein Volk, Ein Reich, Ein Führer（ドイツ語）
一つの民族、一つの国家、一人の総統国歌: Das Lied der Deutschen（ドイツ語）
世界に冠たるドイツ
党歌: Horst-Wessel-Lied（ドイツ語）
旗を高く掲げよ

ナチス・ドイツの地図

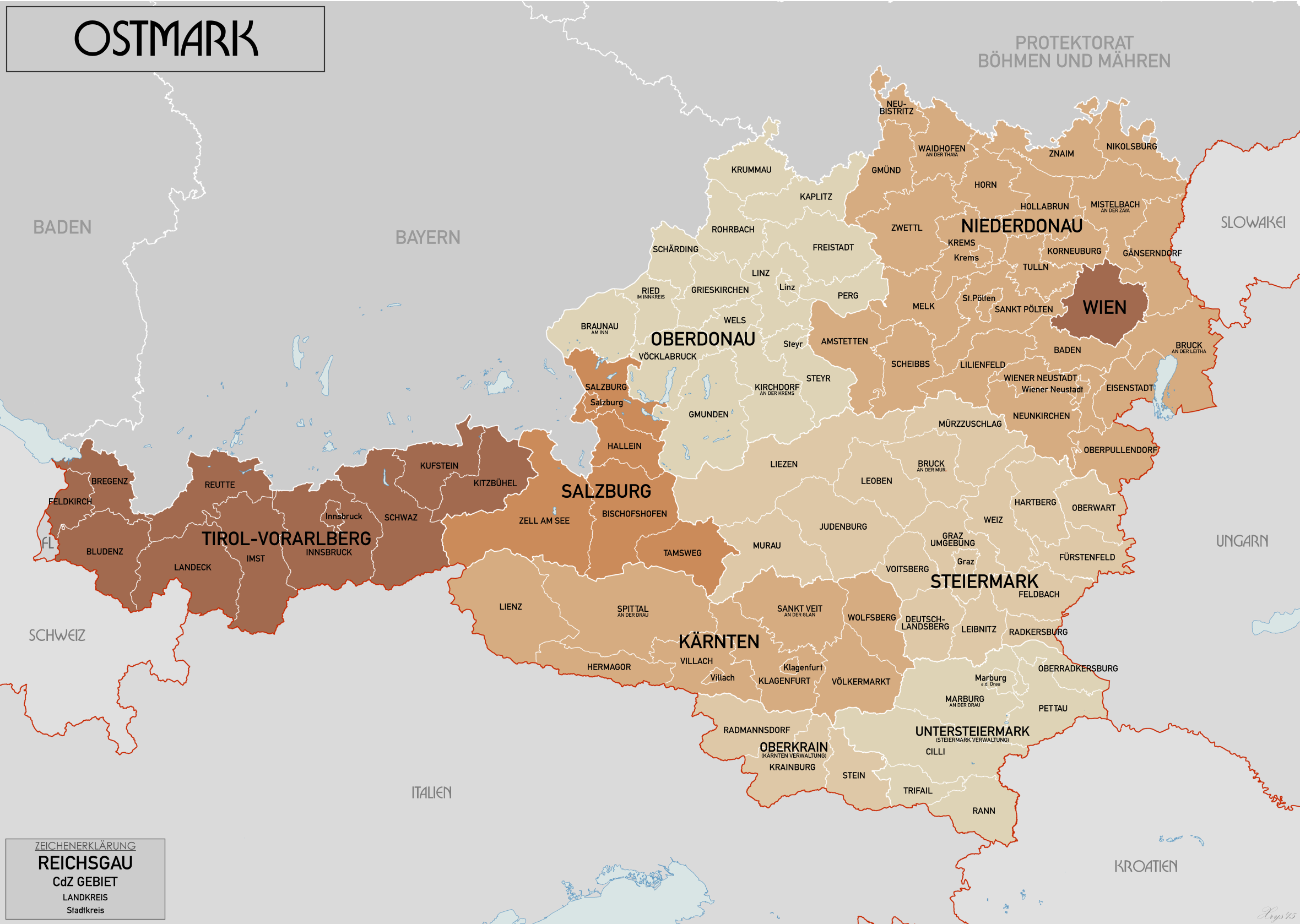
オストマルク帝国大管区群（1941年）：帝国大管区、地方および都市部

大ウィーン帝国大管区（だいウィーンていこくだいかんく）またはウィーン帝国大管区（ウィーンていこくだいかんく、ドイツ語: Reichsgau Wien）は、1938年にアンシュルスによりドイツに併合されたオーストリアの領域にナチス・ドイツが置いた7つの帝国大管区の1つである。ウィーンにニーダーエスターライヒ州から周囲の町村を移管して市域を拡大した大ウィーン単体で一つの帝国大管区とされた。1939年に公布されたオストマルク法に基づいて設置され、1945年まで存続した。1939年から1942年まで、オーストリアの領域に置かれた7つの帝国大管区は総称してオストマルク帝国大管区群と呼ばれていたが、1942年にはさらにオーストリアの印象を薄めるべくドナウ＝アルプス帝国大管区群に改称された。

## 成立
ウィーンには1926年にナチ党支部が設置され、1931年には大管区指導者アルフレート・エドゥアルト・フラウエンフェルトのもとにマリアヒルフのヒルシェンガッセ25番地に大管区本部（通称：アドルフ・ヒトラー・ハウス（Adolf-Hitler-Haus））が設立された。ナチ党は1933年にオーストリアで非合法化されたが、1938年のアンシュルスに至るまで非合法のまま活動を続けた。1939年にオストマルク法により大ウィーン帝国大管区が設置された。1940年に全国青少年指導者バルドゥール・フォン・シーラッハが大管区指導者・国家代理官となり、1942年からはさらに全国防衛委員をも兼任した。
歴代の大管区指導者（1939年以降は国家代理官を兼務）は以下の通りである。
- 1926年：ロベルト・デルダ
- 1928年：オイゲン・ヴェルコヴィッチ
- 1930年：アルフレート・エドゥアルト・フラウエンフェルト
- 1937年：レオポルト・タフス
- 1938年：フランツ・リヒター[3]
- 1938年：オディロ・グロボクニク
- 1939年：ヨーゼフ・ビュルケル
- 1940年：バルドゥール・フォン・シーラッハ

大管区指導者代理は親衛隊少将カール・シャーリッツァー、国家代理官代理は州知事ハンス・デルブリュッゲであった。